# Gambais
Gambais és un municipi francès, situat al departament d'Yvelines i a la regió de Illa de França. L'any 2007 tenia 2.383 habitants.
Forma part del cantó d'Aubergenville, del districte de Rambouillet i de la Comunitat de comunes Cœur d'Yvelines.

## Demografia

### Població
El 2007 la població de fet de Gambais era de 2.383 persones. Hi havia 821 famílies, de les quals 125 eren unipersonals (43 homes vivint sols i 82 dones vivint soles), 243 parelles sense fills, 414 parelles amb fills i 39 famílies monoparentals amb fills.
La població ha evolucionat segons el següent gràfic:
Habitants censats

### Habitatges
El 2007 hi havia 958 habitatges, 833 eren l'habitatge principal de la família, 92 eren segones residències i 33 estaven desocupats. 936 eren cases i 20 eren apartaments. Dels 833 habitatges principals, 770 estaven ocupats pels seus propietaris, 52 estaven llogats i ocupats pels llogaters i 11 estaven cedits a títol gratuït; 6 tenien una cambra, 22 en tenien dues, 49 en tenien tres, 150 en tenien quatre i 606 en tenien cinc o més. 710 habitatges disposaven pel capbaix d'una plaça de pàrquing. A 253 habitatges hi havia un automòbil i a 552 n'hi havia dos o més.

### Piràmide de població
La piràmide de població per edats i sexe el 2009 era:
| Homes | Edats   | Dones |
| ----- | ------- | ----- |
| 4     | 95 o +  | 8     |
| 4     | 90 a 94 | 20    |
| 8     | 85 a 89 | 40    |
| 4     | 80 a 84 | 8     |
| 16    | 75 a 79 | 20    |
| 40    | 70 a 74 | 40    |
| 48    | 65 a 69 | 28    |
| 48    | 60 a 64 | 32    |
| 48    | 55 a 59 | 64    |
| 48    | 50 a 54 | 64    |
| 84    | 45 a 49 | 84    |
| 124   | 40 a 44 | 108   |
| 80    | 35 a 39 | 92    |
| 40    | 30 a 34 | 52    |
| 48    | 25 a 29 | 44    |
| 48    | 20 a 24 | 52    |
| 64    | 15 a 19 | 76    |
| 124   | 10 a 14 | 80    |
| 72    | 5 a 9   | 60    |
| 64    | 0 a 4   | 52    |

## Economia
El 2007 la població en edat de treballar era de 1.599 persones, 1.178 eren actives i 421 eren inactives. De les 1.178 persones actives 1.114 estaven ocupades (580 homes i 534 dones) i 64 estaven aturades (36 homes i 28 dones). De les 421 persones inactives 144 estaven jubilades, 178 estaven estudiant i 99 estaven classificades com a «altres inactius».

### Ingressos
El 2009 a Gambais hi havia 863 unitats fiscals que integraven 2.499 persones, la mediana anual d'ingressos fiscals per persona era de 27.934 €.

### Activitats econòmiques
Dels 165 establiments que hi havia el 2007, 2 eren d'empreses alimentàries, 2 d'empreses de fabricació de material elèctric, 12 d'empreses de fabricació d'altres productes industrials, 32 d'empreses de construcció, 41 d'empreses de comerç i reparació d'automòbils, 6 d'empreses de transport, 5 d'empreses d'hostatgeria i restauració, 6 d'empreses d'informació i comunicació, 3 d'empreses financeres, 8 d'empreses immobiliàries, 25 d'empreses de serveis, 13 d'entitats de l'administració pública i 10 d'empreses classificades com a «altres activitats de serveis».
Dels 37 establiments de servei als particulars que hi havia el 2009, 1 era una oficina de correu, 1 taller de reparació d'automòbils i de material agrícola, 3 paletes, 3 guixaires pintors, 7 fusteries, 6 lampisteries, 4 electricistes, 4 empreses de construcció, 5 restaurants i 3 agències immobiliàries.
Dels 5 establiments comercials que hi havia el 2009, 1 era una botiga de més de 120 m², 1 una botiga de menys de 120 m², 1 una sabateria, 1 una botiga d'electrodomèstics i 1 una joieria.
L'any 2000 a Gambais hi havia 13 explotacions agrícoles.

## Equipaments sanitaris i escolars
L'únic equipament sanitari que hi havia el 2009 era una farmàcia.
El 2009 hi havia una escola elemental.

## Poblacions més properes
El següent diagrama mostra les poblacions més properes.